# پایگاه هوایی ناها
پایگاه هوایی ناها (به انگلیسی: Naha Air Base) یک فرودگاه نظامی با کد یاتا OKA است که یک باند فرود آسفالت دارد و طول باند آن ۳۰۰۰ متر است. این فرودگاه در شهر ناها، اوکیناوا کشور ژاپن قرار دارد .